# هنا ماندلیکوا

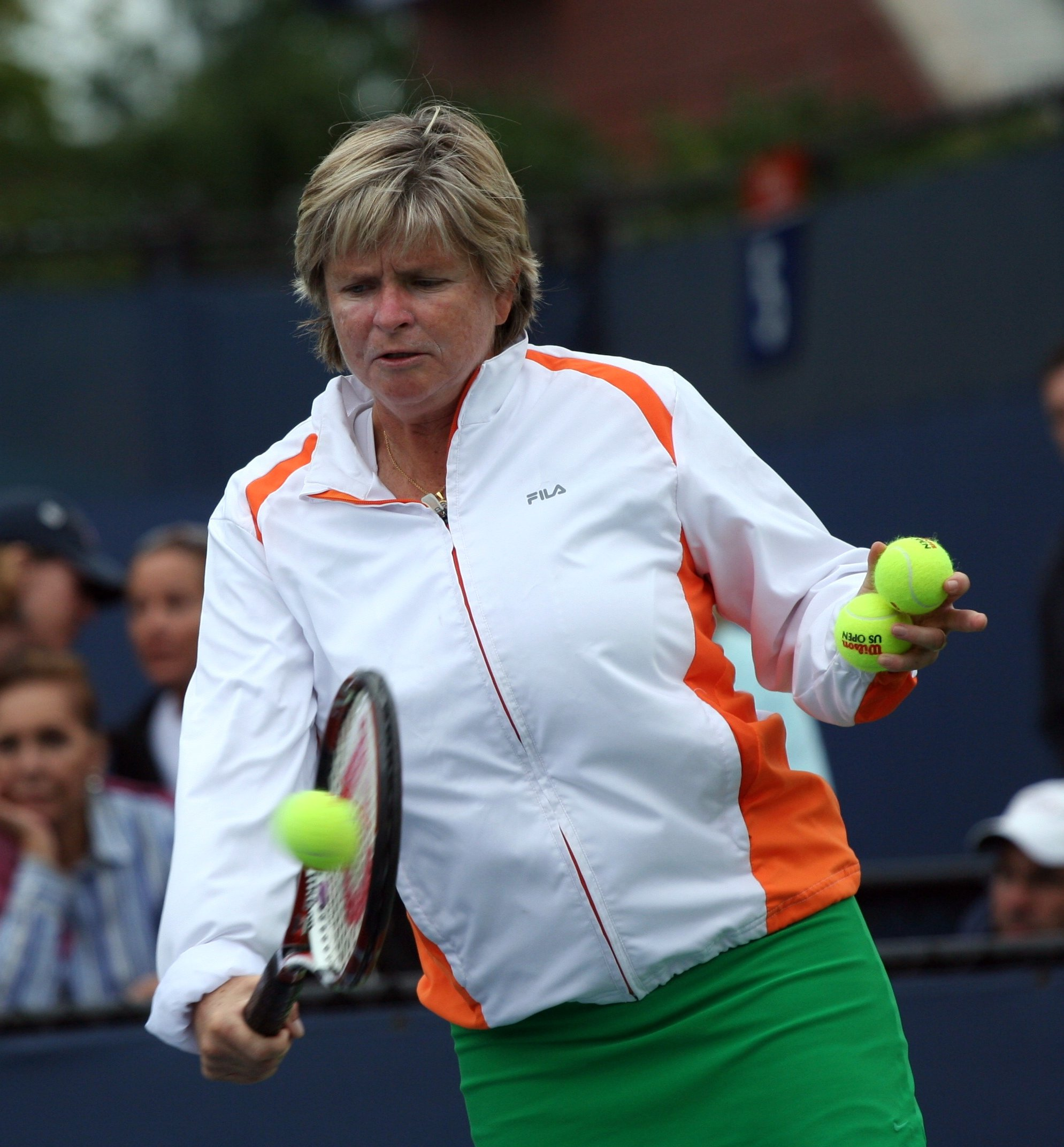
هنا ماندلیکوا در رقابت تنیس آزاد آمریکا (2009)

 هنا ماندلیکوا (چکی: Hana Mandlíková؛ زاده ۱۹ فوریهٔ ۱۹۶۲) یک تنیس‌باز اهل استرالیا است.